# Titanaluminide
Bei Titanaluminiden (TiAl) handelt es sich um intermetallische Verbindungen aus Titan und Aluminium. Sie sind sowohl als Strukturwerkstoff wie auch als Beschichtungsstoff darstellbar.

## Struktur
Im binären Phasendiagramm Titan-Aluminium nach Murray, McCullough und Huang existieren mindestens vier intermetallische Phasen. Die beiden wichtigsten sind das hexagonale α2–Ti3Al, welches bei Raumtemperatur etwa 25 bis 35 % Aluminium enthalten kann und das γ–TiAl mit 50 bis 55 % Aluminium, L10-Überstruktur und einer tetragonal verzerrten kubisch flächenzentrierten Elementarzelle. Einige der technisch bedeutsamen Ti-Al-Legierungen bestehen bei Aluminiumgehalten zwischen 35 und 50 % auch aus einem Gemisch dieser beiden Phasen.
Daneben gibt es noch die weniger temperaturbeständigen Phasen TiAl2 mit etwa 65 % und η–Al3Ti mit ca. 75 % Aluminium. Die geordneten Phasen Ti2Al5 und Ti5Al11 sind noch nicht hinreichend untersucht.

## Eigenschaften

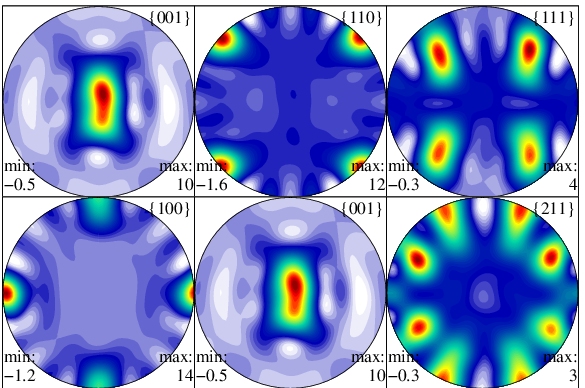
Textur Polfiguren von gamma-TiAl in einem gewalzten Blech einer alpha2-gamma Zweiphasenlegierung.

Titanaluminide weisen bei geringer Dichte (3,8 g/cm³) sehr gute Festigkeits- und Steifigkeitseigenschaften auf und können für bestimmte Bauteile (z. B. Gasturbinen und Triebwerke) Nickellegierungen mit wesentlich höherer Dichte (8,5 g/cm³) ersetzen. Dem großen Vorteil des geringen Gewichtes stehen jedoch die Probleme
- hoher Preis sowie
- hohe Oberflächenoxidation gegenüber.

Die Oberflächenoxidation limitiert die maximale Arbeitstemperatur auf ca. 750 °C. In Forschungsprojekten wird daher versucht, dem Material weitere Einsatzbereiche zu erschließen:
- An der TU Chemnitz wurde 2005 ein kostengünstigeres Herstellungsverfahren entwickelt und patentiert.[4] Es nutzt Abfälle aus der Titan- und Aluminiumproduktion, die in einem Sinterprozess zu Titantrialuminiden verarbeitet werden.
- Das DECHEMA-Forschungsinstitut arbeitet an schützenden Oberflächenbeschichtungen durch Halogenierung, welche die Oxidationsbeständigkeit deutlich verbessern und somit den nutzbaren Temperaturbereich auf über 1000 °C ausdehnen.[5]
- Bereits 2008 wurde an Gamma-Titanaluminid für den ultraleichte Kurbeltriebe geforscht.[6]